# Ordis
Ordis település Spanyolországban, Girona tartományban. Ordis Vilanant, Avinyonet de Puigventós, Borrassà, Pontós és Navata községekkel határos. Lakosainak száma 400 fő (2024).

## Népesség
A település népessége az elmúlt években az alábbi módon változott:
| Lakosok száma | 185  | 423  | 403  | 305  | 300  | 335  | 372  | 380  | 371  | 400  |
|               | 1717 | 1887 | 1936 | 1960 | 1986 | 2004 | 2009 | 2014 | 2019 | 2024 |